# Regine Hartkopf
Regine Hartkopf (geb. 1974) ist eine deutsche Sakralarchitektin. Sie ist Dombaumeisterin des Naumburger und Merseburger Doms.

## Leben und Wirken
Hartkopf absolvierte ein Studium der Architektur in Hildesheim und Leipzig. Im Jahr 2011 übernahm Hartkopf die Zuständigkeit als Dombaumeisterin sowohl für den Naumburger und Merseburger Dom als auch für die Stiftskirche in Zeitz. Sie lehrt das Fach Sakralarchitektur am Standort Dessau-Roßlau der Hochschule Anhalt. Sie lebt in ihrem Heimatort im Harz. Sie ist neben Barbara Schock-Werner (Köln), Charlotte Hopf (Berlin), Anne-Christine Brehm (Freiburger Münster) und Hedwig Drabik (Speyer) eine der wenigen Frauen in der Rolle einer Dombaumeisterin.
Hartkopfs Aufgabe ist die Erhaltung historischer Kirchenbauten, wobei sie besonderen Wert auf den ressourcenschonenden Umgang mit bestehenden Strukturen legt. Ihre Arbeit umfasst zur Bewältigung der besonderen Anforderungen historischer Gebäude die Beratung und Mitgestaltung im Rahmen der Denkmalpflege sowie die Zusammenarbeit mit Fachleuten und Forschungsteams.